# Председатель Комитета министров
Комите́т мини́стров был учреждён в ходе министерской реформы манифестом от 8 (20) сентября 1802 года. Его компетенция имела мало общего с расхожими представлениями. Все министры (и главноуправляющие отдельными частями) были независимы друг от друга, отвечали за деятельность своих ведомств единолично и имели независимые доклады у императора. Комитет министров же не отвечал ни за деятельность отдельных министерств, ни за согласованность их политики. Его компетенция сложилась исторически и состояла из разнородных групп вопросов. В целом, деятельность Комитета разделялась на три направления:
- важные межведомственные вопросы государственного управления;
- «одиозные» вопросы, которые формально находились в пределах ведения одного министерства, но за которые министры не хотели брать на себя персональную ответственность и стремились переложить её на коллегию;
- мелочные вопросы, список которых сформировался достаточно случайным образом (прежде всего, в результате уклонения отдельных министерств от принятия на себя решения данных задач); данная группа вопросов всегда была самой многочисленной.

В течение первых лет существования Комитета министров на его заседаниях председательствовал император всероссийский, а в его отсутствие — члены Комитета министров поочередно, начиная со старшего в чине, каждый в течение 4 заседаний. В 1810 году председательство было предоставлено канцлеру, председателю Государственного совета графу Н. П. Румянцеву. С 1812 года пост председателя Комитета превратился в самостоятельную должность, которая до 1865 года обязательно совмещалась с председательством в Государственном совете.
По установившейся со временем традиции, председательство в Комитете было последней на государственной службе почётной должностью, на которую назначались сановники, ставшие слишком старыми для исполнения иных хлопотных обязанностей. Достаточно сказать, что 10 из 17 председателей Комитета скончались во время пребывания на этом посту.

## Список министров
| Портрет                         | Имя (годы жизни)                                                    | Полномочия                       | Полномочия                       | Монарх                          |
| Портрет                         | Имя (годы жизни)                                                    | Начало                           | Окончание                        | Монарх                          |
| председатели Комитета министров | председатели Комитета министров                                     | председатели Комитета министров  | председатели Комитета министров  | председатели Комитета министров |
| ------------------------------- | ------------------------------------------------------------------- | -------------------------------- | -------------------------------- | ------------------------------- |
|                                 | граф Николай Петрович Румянцев (1754—1826)                          | 1810                             | 1812                             | Александр I                     |
|                                 | граф, с 1814 светлейший князь Николай Иванович Салтыков (1736—1816) | 29 марта (10 апреля) 1812        | 16 (28) мая 1816                 | Александр I                     |
|                                 | князь Пётр Васильевич Лопухин (1753—1827)                           | 25 мая (6 июня) 1816             | 6 (18) апреля 1827               | Александр I                     |
| Николай I                       | князь Пётр Васильевич Лопухин (1753—1827)                           | 25 мая (6 июня) 1816             | 6 (18) апреля 1827               |                                 |
|                                 | князь Виктор Павлович Кочубей (1768—1834)                           | 29 апреля (11 мая) 1827          | 3 (15) июня 1834                 |                                 |
|                                 | граф Николай Николаевич Новосильцев (1761—1838)                     | 11 (23) июля 1834                | 8 (20) апреля 1838               |                                 |
|                                 | князь Илларион Васильевич Васильчиков (1776—1847)                   | 9 (21) апреля 1838               | 21 февраля (5 марта) 1847        |                                 |
|                                 | граф Василий Васильевич Левашов (1783—1848)                         | 31 декабря 1847 (12 января 1848) | 23 сентября (5 октября) 1848     |                                 |
|                                 | князь Александр Иванович Чернышёв (1785—1857)                       | 1 (13) декабря 1848              | 5 (17) апреля 1856               |                                 |
| Александр II                    | князь Александр Иванович Чернышёв (1785—1857)                       | 1 (13) декабря 1848              | 5 (17) апреля 1856               |                                 |
|                                 | князь Алексей Фёдорович Орлов (1787—1862)                           | май 1857                         | январь 1861                      |                                 |
|                                 | граф Дмитрий Николаевич Блудов (1785—1864)                          | 12 (24) ноября 1861              | 19 февраля (2 марта) 1864        |                                 |
|                                 | князь Павел Павлович Гагарин (1789—1872)                            | 24 февраля (7 марта) 1864        | 21 февраля (4 марта) 1872        |                                 |
|                                 | граф Павел Николаевич Игнатьев (1797—1879)                          | 26 февраля (9 марта) 1872        | 20 декабря 1879 (1 января 1880)  |                                 |
|                                 | граф Пётр Александрович Валуев (1815—1890)                          | 25 декабря 1879 (6 января 1880)  | 4 (16) октября 1881              |                                 |
| Александр III                   | граф Пётр Александрович Валуев (1815—1890)                          | 25 декабря 1879 (6 января 1880)  | 4 (16) октября 1881              |                                 |
|                                 | граф Михаил Христофорович Рейтерн (1820—1890)                       | 4 (16) октября 1881              | 30 декабря 1886 (11 января 1887) |                                 |
|                                 | Николай Христианович Бунге (1823—1895)                              | 1 (13) января 1887               | 3 (15) июня 1895                 |                                 |
| Николай II                      | Николай Христианович Бунге (1823—1895)                              | 1 (13) января 1887               | 3 (15) июня 1895                 |                                 |
|                                 | Иван Николаевич Дурново (1834—1903)                                 | 15 (27) октября 1895             | 29 мая (11 июня) 1903            |                                 |
|                                 | граф Сергей Юльевич Витте (1849—1915)                               | 16 (29) августа 1903             | 24 октября (6 ноября) 1905       |                                 |